# ГЕС-ГАЕС Люнерзе
ГЕС-ГАЕС Люнерзе (нім. Lünerseewerk) — гідроелектростанція на крайньому заході Австрії в провінції Форарльберг, споруджена у складі гідровузла в долині річки Ілль (права притока Рейну).
З північного схилу хребта Ретікон в долину Ілля стікають його ліві притоки: Разафайбах, Релльсбах, Альфир. У верхів'ї останнього знаходилось природне озеро Люнерзе, в якому підняли рівень за допомогою гравітаційної греблі висотою 30 та довжиною 380 метрів. В результаті об'єм озера досяг 78,3 млн м3 при площі поверхні 1,6 км2. Його власний водозбір доволі невеликий (струмки Verabach, Totalpbach та деякі інші малі потоки), тому з самого початку передбачалось використовувати станцію переважно в режимі гідроакумуляції. Для цього на схилі гори безпосередньо над долиною Ілля, на водорозділі між згаданими вище Релльсбахом та Разафайбахом, створили нижній резервуар Latschau. Від верхнього до нижнього резервуару проклали тунель довжиною до 10 км, який забезпечує напір у 974 метри.
Машинний зал станції обладнано п'ятьма гідроагрегатами із турбінами типу Пелтон, які забезпечують загальну потужність 280 МВт у турбінному та 224 МВт у насосному режимах. Відпрацьована вода відводиться до нижнього балансуючого резервуару, з якого може не лише закачуватись назад, але й спрямовуватись на розташовані безпосередньо в долині Ілля ГЕС Родунд І та Родунд ІІ.